# Xestia almohada
Xestia almohada là một loài bướm đêm trong họ Noctuidae.